# Константин Константинов (награда)
Вижте пояснителната страница за други значения на Константин Константинов.
Националната награда „Константин Константинов“ е българска национална литературна награда за принос в детското книгоиздаване на името на родения в Сливен писател и преводач Константин Константинов. Учредена е през 2004 г. от пет съучредители: Министерство на културата, Национален център за книгата, Регионална библиотека „Сава Доброплодни“ – Сливен, Община Сливен, и „Ротари клуб“. Присъжда се по време на Фестивала на детската книга в Сливен.
Наградата се присъжда за постижения в предходната година в четири категории:
- Голяма награда за цялостно творчество
- Награда за издателство
- Награда за автор
- Награда за илюстратор

Наградата включва малка пластика, диплом и парична сума. Автор на статуетката е сливенският скулптор Сейфетин Шекеров.
През 2019 година за първи път се присъжда награда на „Детско жури“ в категория „Автор“ и неин носител е Явор Цанев (за книгата „Злостории“).
| Година | Награда за цялостно творчество                                                                                         | Награда за издателство                               | Награда за автор                                       | Награда за илюстратор |
| ------ | --- | ---------------------------------------------------- | ------------------------------------------------------ | --------------------- |
| 2004   | Валери Петров | Издателство „Фют“                                    | —                                                      | —                     |
| 2005   | Георги Константинов | - Издателство „Жанет 45“ - Издателство „Хермес“      | Виктор Самуилов                                        | —                     |
| 2006   | Катя Воденичарова | —                                                    | Севда Севан                                            | Спас Спасов           |
| 2007   | Леда Милева | Издателство „Златното пате“                          | Панчо Панчев                                           | —                     |
| 2008   | Марко Ганчев | Издателство „Пан“                                    | Петя Александрова                                      | Ралица Мануилова      |
| 2009   | Иван Цанев | Издателство „Егмонт България“                        | Мая Дългъчева                                          | —                     |
| 2010   | — Номиниран за наградата е Атанас Цанков, който почива на 12 февруари 2010. Журито му присъжда посмъртно почетен знак. | Издателство „Дамян Яков“                             | Юлия Спиридонова – Юлка                                | Олег Топалов          |
| 2011   | Кина Къдрева | —                                                    | Весела Фламбурари                                      | Ясен Гюзелев          |
| 2012   | Лиляна Стефанова | —                                                    | Ангелина Жекова                                        | Петър Станимиров      |
| 2013   | Георги Мишев | —                                                    | Божана Апостолова                                      | Борис Стоилов         |
| 2014   | Панчо Панчев | —                                                    | Анета Дучева-Фермани                                   | Пенко Гелев           |
| 2015   | Виктор Самуилов | —                                                    | Никола Райков                                          | Костадин Костадинов   |
| 2016   | Величка Настрадинова                                                                                                   | Издателство „Кръгозор“                               | Румен Иванчев                                          | Силвия Калоянова      |
| 2017   | Ангелина Жекова | не се присъжда                                       | Петя Кокудева                                          | Дамян Дамянов         |
| 2018   | Божана Апостолова | не се присъжда                                       | Асен Сираков                                           | Мая Бочева            |
| 2019   | не се присъжда | Ателие за българска детска литература „Горната земя“ | Елена Павлова; награда на детското жури: Явор Цанев    | Виктор Паунов         |
| 2020   | не се присъжда | Издателство „КИБЕА”                                  | Марин Трошанов; награда на детското жури: Милен Хальов | Катина Пеева          |
| 2021   | не се присъжда | Издателство „МАРМОТ”                                 | Иван Раденков; награда на детското жури: Иван Раденков | Сотир Гелев           |
| 2022   | не се присъжда | ИК „Робертино”                                       | Милен Хальов; награда на детското жури: Марин Трошанов | Невена Ангелова       |

- Лауреати на наградата
- Валери Петров, 20.05.2011
- Леда Милева, 11.12.2010
- Марко Ганчев, 08.12.2010
- Иван Цанев, 23.04.2009
- Кина Къдрева, 15.05.2011
- Виктор Самуилов, 08.12.2010
- Юлия Спиридонова – Юлка, 02.10.2000
- Весела Фламбурари, 15.05.2011